# Canal de Carpentras

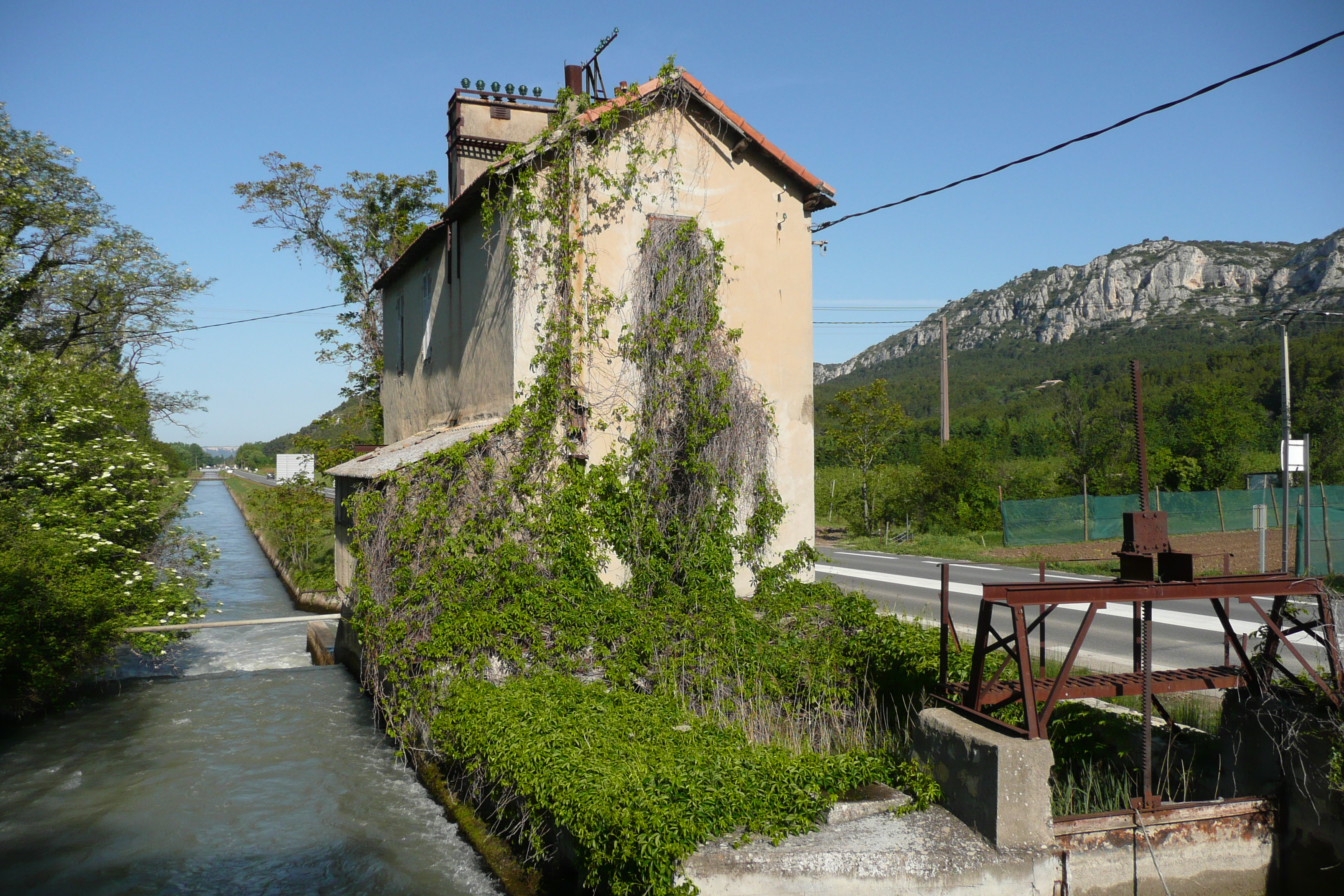
Canal de Carpentras près de Champeau (Mérindol).

Le canal de Carpentras est un ouvrage servant à l'irrigation, long de 69 km, auxquels s'ajoutent 725 km de canaux secondaires et tertiaires, essentiellement dans le département de Vaucluse.
Cela valut à son « père » fondateur et 1er directeur, Louis Giraud, d'être fait chevalier de la Légion d'honneur par Napoléon III.

## Géographie
Le réseau de canaux du canal de Carpentras couvre une zone de 10 600 hectares irrigables situés principalement entre le Mont Ventoux au nord, le Rhône à l'ouest, la Durance au sud et enfin les monts de Vaucluse et la vallée nord Luberon dite « du Calavon » à l'est. 

### Tracé
Prise d'eau sur la Durance à Mallemort dans le département des Bouches-du-Rhône et la région Provence-Alpes-Côte d'Azur.
Divisé en plusieurs canaux, il devient « canal de Carpentras » au niveau de la tour Sabran à Lagnes. Il se jette dans l'Aigues à Travaillan.

### Le canal en chiffres
Il est long de 69 km, auxquels s'ajoutent 725 km de canaux secondaires et tertiaires.
À l'époque, il a coûté au total 4 700 000 francs-or dont un tiers fut couvert par subventions, les deux autres tiers par les exploitants riverains.

## Histoire

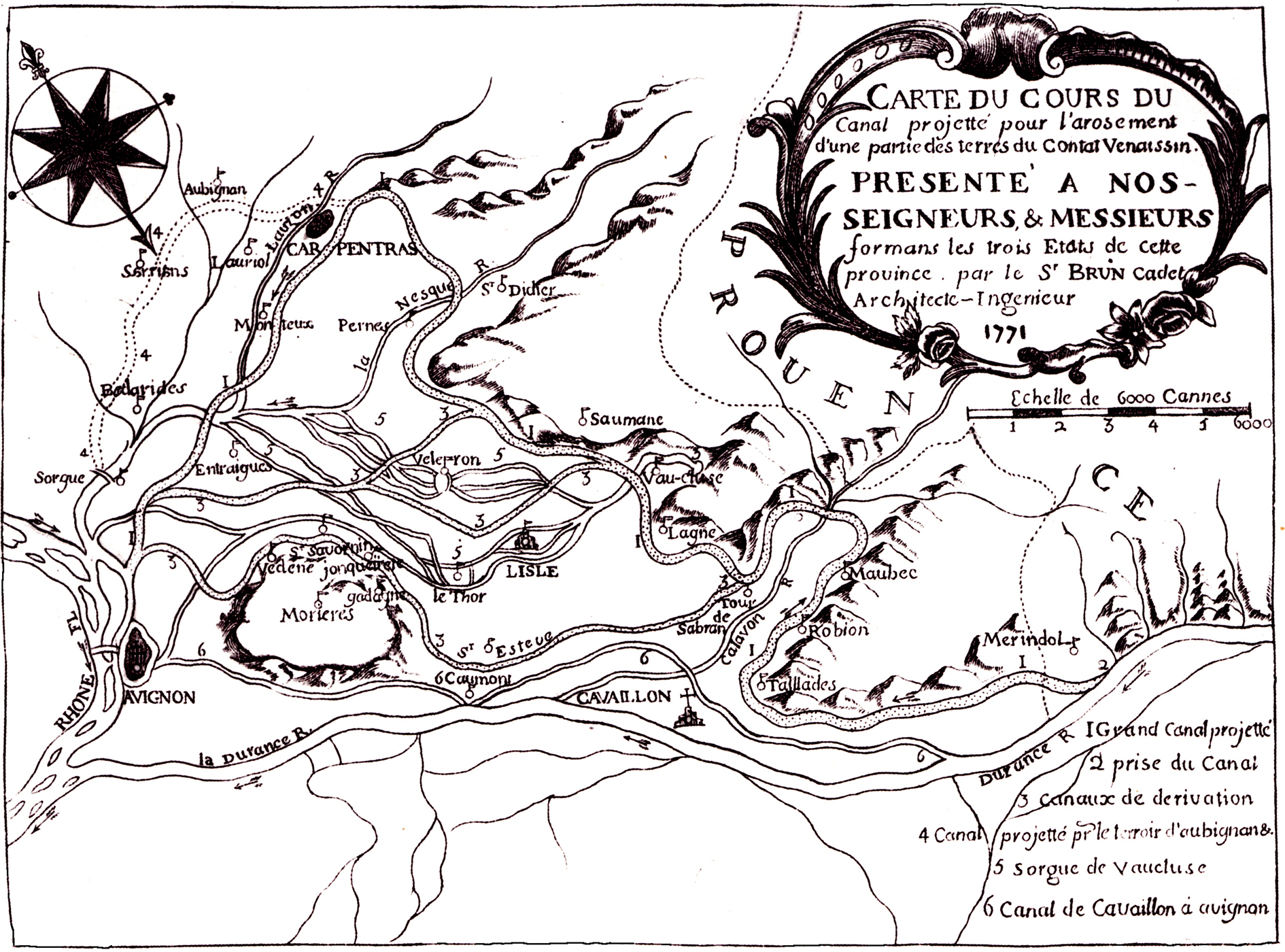
Carte de Brun cadet prévoyant « l'arrosement d'une partie des terres du Comtat Venaissin ».

Durant plusieurs siècles avant la création du canal de Carpentras, des projets plus ou moins aboutis se sont succédé. Les premiers regroupements ont lieu en 1849, et la création du syndicat définitif en 1853.
Le canal de Carpentras est inauguré le 12 juillet 1857 en présence de Louis Giraud et de l’impératrice Eugénie. Le 8 septembre 1860, l’empereur Napoléon III, alors en visite à Orange et à Avignon, remet à Louis Giraud les insignes de chevalier de la Légion d’honneur. En 1925, un monument commémoratif à Louis Giraud est inauguré à Pernes-les-Fontaines pour célébrer l'action de Louis Giraud dans la création du canal. Celui-ci est inscrit au titre des monuments historiques depuis 2009.

## Ouvrages d'art
On trouve :
- l'aqueduc de Galas[3],[4] ;

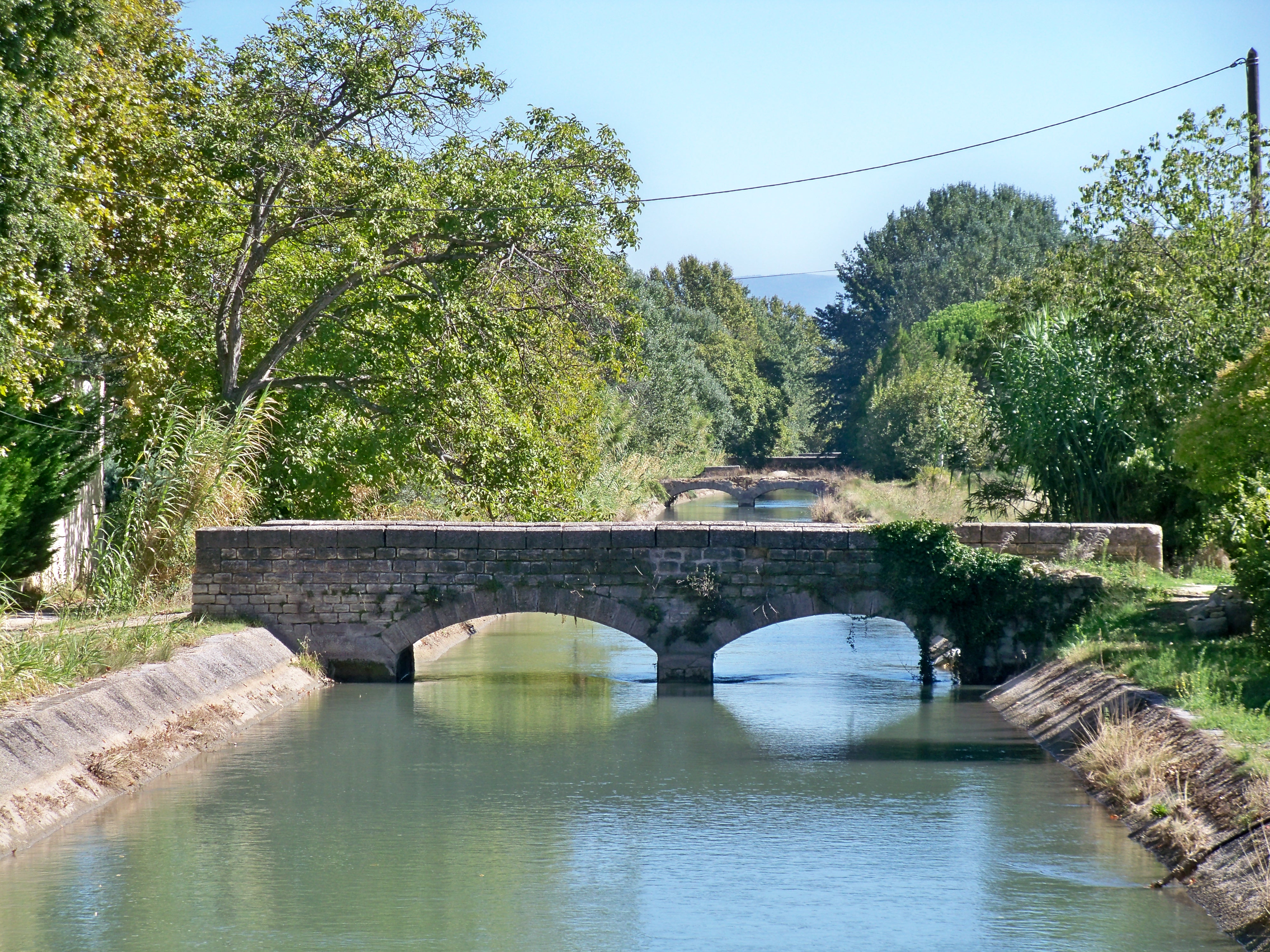
Ponts en pierres, près de Robion.

- le pont-aqueduc des Cinq-Cantons[3],[5] ;
- une station de pompage de l’Euze (Caromb) ;
- 150 ponts en pierre.